# Befehlshaber der U-Boote
O Befehlshaber der Unterseeboote ou BdU (português: "Comandante dos U-boats") foi o comandante supremo do braço de submarinos da Marinha Alemã (Ubootwaffe) durante a Primeira e a Segunda Guerras Mundiais. O termo também se referia ao QG do comando do braço de submarinos.
O título foi estabelecido em junho de 1917, substituindo o papel de "Líder dos submarinos" (Führer der Unterseeboote, ou FdU) para as Flotilhas de Alto Mar. O primeiro titular foi Kapitan zur See/Kommodore Andreas Michelsen, anteriormente chefe da força de contratorpedeiros da Frota de Alto Mar. O posto foi abolido com o fim da guerra.
Foi revivido em 17 de outubro de 1939, quando Karl Dönitz foi promovido a contra-almirante (Konteradmiral). Seu título anterior era FdU, cargo que ocupava desde janeiro de 1936.
Em 31 de janeiro de 1943, Dönitz foi promovido a grande almirante (Großadmiral) e tornou-se comandante supremo (Oberbefehlshaber der Kriegsmarine) de toda a Kriegsmarine, substituindo Erich Raeder. Ele manteve o título, mas foi substituído como comandante operacional da BdU por seu chefe de gabinete, Eberhard Godt.
O sucessor de Godt foi o almirante Hans Georg von Friedeburg, que ocupou o cargo no final da guerra e se tornou comandante-chefe da marinha alemã quando Doenitz se tornou chefe da Alemanha nazista após o suicídio de Hitler.